# Team Novo Nordisk
El Team Novo Nordisk, (codi UCI: TNN) és un equip ciclista professional estatunidenc de categoria UCI ProTeam.

## Història
L'equip Type 1 es va crear el 2005 per Phil Southerland i Joe Eldridge, dos afeccionats al ciclisme afectats per diabetis tipus 1, per tal d'informar i sensibilitzar sobre aquesta malaltia.
El 2008 es va crear l'equip masculí professional sota la direcció de Tom Schuler. Un equip femení professional fou creat el 2009, dirigit per Jack Seehafer.

## Palmarès

### Clàssiques
- Philadelphia Cycling Classic: Alexander Serebryakov (2012)

### Curses per etapes
- Volta a Mèxic: Glen Chadwick (2008)
- Volta a Turquia: Alexander Efimkin (2011)

### Campionats nacionals
- Campionat de Finlàndia en ruta: 2021 (Joonas Henttala)

## Composició de l'equip 2022
| Ciclista          | Data de naixement | País          | Equip any anterior            |
| ----------------- | ----------------- | ------------- | ----------------------------- |
| Hamish Beadle     | 02/04/1998        | Nova Zelanda  | Team Novo Nordisk             |
| Mehdi Benhamouda  | 02/01/1995        | França        | Team Novo Nordisk             |
| Sam Brand         | 27/02/1991        | Regne Unit    | Team Novo Nordisk             |
| Robbe Ceurens     | 29/06/2001        | Bèlgica       | Team Novo Nordisk Development |
| Stephen Clancy    | 19/07/1992        | Irlanda       | Team Novo Nordisk             |
| Lucas Dauge       | 28/12/1996        | França        | Team Novo Nordisk             |
| Gerd de Keijzer   | 18/01/1994        | Països Baixos | Team Novo Nordisk             |
| Jan Dunnewind     | 08/07/1998        | Països Baixos | Team Novo Nordisk Development |
| Joonas Henttala   | 17/09/1991        | Finlàndia     | Team Novo Nordisk             |
| Declan Irvine     | 11/03/1999        | Austràlia     | Team Novo Nordisk             |
| Matyáš Kopecký    | 19/01/2003        | Txèquia       | Néo-professionnel             |
| Péter Kusztor     | 27/12/1984        | Hongria       | Team Novo Nordisk             |
| David Lozano Riba | 21/12/1988        | Espanya       | Team Novo Nordisk             |
| Andrea Peron      | 28/10/1988        | Itàlia        | Team Novo Nordisk             |
| Logan Phippen     | 10/05/1992        | Estats Units  | Team Novo Nordisk             |
| Charles Planet    | 30/10/1993        | França        | Team Novo Nordisk             |
| Umberto Poli      | 27/08/1996        | Itàlia        | Team Novo Nordisk             |
| Filippo Ridolfo   | 08/11/2001        | Itàlia        | Team Novo Nordisk Development |

## Classificacions UCI
L'equip participa en les proves dels circuits continentals i principalment en les curses del calendari de l'UCI Amèrica Tour. Aquesta taula presenta les classificacions de l'equip als circuits, així com el seu millor corredor en la classificació individual.
UCI Àfrica Tour
| Temporada | Classificació per equips | Millor ciclista en la classificació individual |
| --------- | ------------------------ | ---------------------------------------------- |
| 2010      | 7è                       | Valeriy Kobzarenko (41è)                       |
| 2011      | 21è                      | Martijn Verschoor (157è)                       |
| 2012      | 4t                       | Kiel Reijnen (13è)                             |
| 2013      | 18è                      | Paolo Cravanzola (169è)                        |
| 2014      | 25è                      | Nicolas Lefrançois (180è)                      |
| 2018      | 17è                      | David Lozano (93è)                             |

UCI Amèrica Tour
| Temporada | Classificació per equips | Millor ciclista en la classificació individual |
| --------- | ------------------------ | ---------------------------------------------- |
| 2008      | 12è                      | Glen Chadwick (33è)                            |
| 2009      | 16è                      | Shawn Milne (55è)                              |
| 2010      | 8è                       | Christopher Jones (74è)                        |
| 2011      | 13è                      | Jure Kocjan (97è)                              |
| 2012      | 6è                       | Alexander Serebryakov (6è)                     |
| 2013      | 32è                      | Andrea Peron (227è)                            |
| 2014      | 26è                      | Javier Mejías (160è)                           |
| 2015      | 38è                      | Javier Mejías (207è)                           |
| 2016      | 41è                      | Javier Mejías (268è)                           |

UCI Àsia Tour
| Temporada | Classificació per equips | Millor ciclista en la classificació individual |
| --------- | ------------------------ | ---------------------------------------------- |
| 2008      | 26è                      | Shawn Milne (57è)                              |
| 2010      | 50è                      | Thomas Rabou (228è)                            |
| 2011      | 22è                      | Kiel Reijnen (102è)                            |
| 2012      | 8è                       | Alexander Serebryakov (16è)                    |
| 2013      | 52è                      | Andrea Peron (157è)                            |
| 2014      | 83è                      | Andrea Peron (427è)                            |
| 2015      | 44è                      | Martijn Verschoor (179è)                       |
| 2016      | 33è                      | Javier Mejías (52è)                            |
| 2017      | 66è                      | Martijn Verschoor (290è)                       |
| 2018      | 91è                      | Andrea Peron (509è)                            |
| 2019      | -                        | Ulugbek Saidov (260è)                          |
| 2020      | -                        | Ulugbek Saidov (67è)                           |

UCI Europa Tour
| Temporada | Classificació per equips | Millor ciclista en la classificació individual |
| --------- | ------------------------ | ---------------------------------------------- |
| 2008      | 109è                     | Matthew Wilson (525è)                          |
| 2011      | 23è                      | Jure Kocjan (16è)                              |
| 2012      | 18è                      | Daniele Colli (31è)                            |
| 2013      | 119è                     | Andrea Peron (888è)                            |
| 2014      | 101è                     | Joonas Henttala (409è)                         |
| 2015      | 99è                      | Javier Mejías (438è)                           |
| 2016      | 116è                     | David Lozano (1114è)                           |
| 2017      | 115è                     | Andrea Peron (1081è)                           |
| 2018      | 98è                      | David Lozano (693è)                            |
| 2019      | -                        | Charles Planet (782è)                          |
| 2020      | -                        | Charles Planet (628è)                          |
| 2021      | -                        | Joonas Henttala (694è)                         |

UCI Oceania Tour
| Temporada | Classificació per equips | Millor ciclista en la classificació individual |
| --------- | ------------------------ | ---------------------------------------------- |
| 2008      | 11è                      | Matthew Wilson (29è)                           |
| 2009      | 14è                      | Matthew Wilson (22è)                           |

El 2016 la Classificació mundial UCI passa a tenir en compte totes les proves UCI. Durant tres temporades existeix paral·lelament amb la classificació UCI World Tour i els circuits continentals. A partir del 2019 substitueix definitivament la classificació UCI World Tour.
| Temporada | Classificació per equips | Millor ciclista en la classificació individual |
| --------- | ------------------------ | ---------------------------------------------- |
| 2016      | -                        | Javier Mejías (427è)                           |
| 2017      | -                        | David Lozano (1.597è)                          |
| 2018      | -                        | David Lozano (779è)                            |
| 2019      | 147è                     | Charles Planet (1.105è)                        |
| 2020      | 106è                     | Charles Planet (787è)                          |
| 2021      | 140è                     | Joonas Henttala (908è)                         |